# Slaterocoris stygicus
Slaterocoris stygicus är en insektsart som först beskrevs av Thomas Say 1832.  Slaterocoris stygicus ingår i släktet Slaterocoris och familjen ängsskinnbaggar. Inga underarter finns listade i Catalogue of Life.